# Trinidad Jiménez
Trinidad Jiménez García-Herrera (Málaga, 4 de junio de 1962) es una política española militante en el Partido Socialista Obrero Español que ocupó la cartera en el Ministerio de Sanidad y Política Social en el Gobierno de Rodríguez Zapatero desde el 7 de abril de 2009 hasta el 21 de octubre de 2010, fecha en que fue designada ministra de Asuntos Exteriores y Cooperación.
A comienzos del año 2016 abandonó la vida política.

## Biografía
Nacida en Málaga, Trinidad Jiménez llegó a Madrid debido al traslado laboral de su padre, José Jiménez Villarejo, que fue magistrado del Tribunal Supremo. Licenciada en Derecho por la Universidad Autónoma de Madrid, a los 21 años de edad fundó una asociación de estudiantes socialistas, e ingresó al año siguiente en las filas de las Juventudes Socialistas, donde comenzó su carrera política, presidiendo durante dos años el Comité de Relaciones Internacionales del Consejo de la Juventud de España, donde además era miembro de su Comisión Permanente.
Mientras estuvo casada con el diplomático Julio Herráiz, Trinidad Jiménez residió en Guinea, Israel y Camerún, donde realizó diversos trabajos incluyendo el de profesora-tutora del Centro de la UNED en Malabo; tras divorciarse en 1995 regresó a España.
Es sobrina del jurista Carlos Jiménez Villarejo, que fue fiscal contra la Corrupción y la Criminalidad Organizada de España entre 1995 y 2003, y diputado del Parlamento Europeo con el partido Podemos en 2014; y tía tercera del abogado, fiscal y político del Partido Popular Alberto Ruiz-Gallardón, que fue ministro de Justicia entre 2011 y 2014, presidente de la Comunidad de Madrid entre 1995 y 2003, y alcalde de Madrid entre 2003 y 2011.

### Carrera política
Durante la presidencia de José María Aznar, Jiménez apoyó la candidatura de José Luis Rodríguez Zapatero a la Secretaría General del PSOE, dada su vinculación a la corriente Nueva Vía que dirigía el propio Rodríguez Zapatero. Además, fue la responsable de Relaciones Políticas con América en la Secretaría de Relaciones Internacionales del PSOE desde 1996 hasta julio de 2000 en que, ya elegido Rodríguez Zapatero secretario general del PSOE, entró a formar parte de la Comisión Ejecutiva Federal del PSOE como secretaria de Relaciones Internacionales. En julio de 2004 fue reelegida para ese cargo.

### Candidata a la alcaldía de Madrid y oposición
Tras su nombramiento como candidata socialista a la alcaldía de Madrid en las elecciones municipales de 2003, Trinidad Jiménez realizó lo que la prensa tildó como el Trinimaratón, una intensa campaña mediática para darse a conocer al pueblo madrileño, que consistía en actos públicos diarios de unas doce horas de duración, gracias a los cuales su conocimiento ciudadano aumentó, aunque sin embargo nunca superó al de su contrincante y final vencedor, su primo Alberto Ruiz-Gallardón. Los carteles del PSOE durante dicha campaña electoral mostraban a la candidata socialista ataviada con una chaqueta de cuero; finalmente, los carteles fueron retirados por resultar demasiado sexis.
Las encuestas preelectorales hablaron de un empate técnico entre el Partido Popular y las fuerzas de 
izquierda (PSOE e Izquierda Unida). El resultado, no obstante, fue muy diferente a los vaticinios iniciales, dado que el candidato del PP salió ampliamente victorioso, ganando por mayoría absoluta. Por su parte, Trinidad Jiménez consiguió el mayor número de concejales socialistas en Madrid desde que el PSOE fue desalojado de la alcaldía.

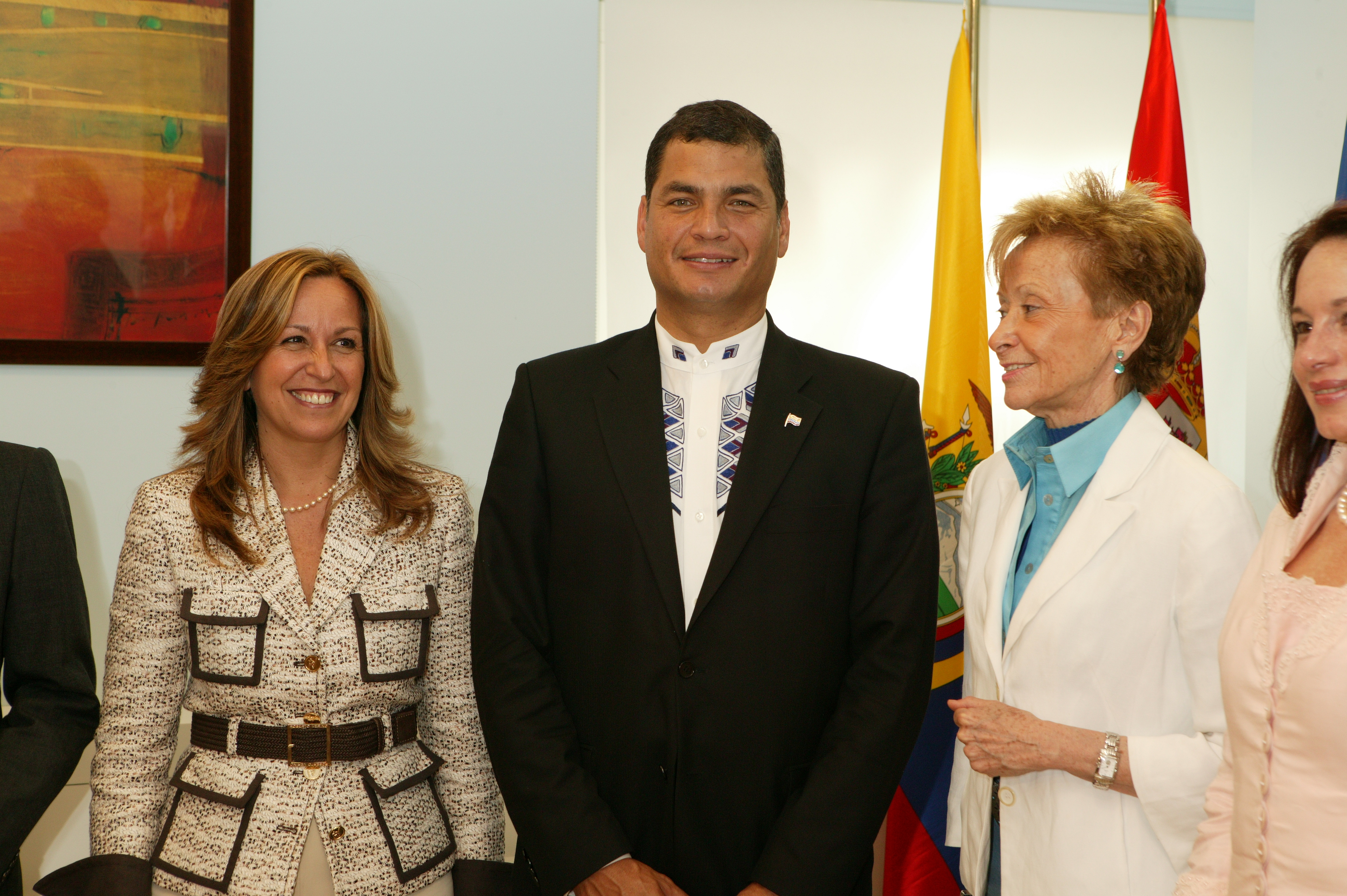
Fotografiada junto con Rafael Correa y María Teresa Fernández de la Vega en julio de 2008 en La Moncloa.

Trinidad Jiménez permaneció como edil en el ayuntamiento de Madrid hasta que, el 6 de septiembre de 2006, José Luis Rodríguez Zapatero, presidente del Gobierno desde la victoria del PSOE en las elecciones en 2004, la nombró secretaria de Estado para Iberoamérica.

### Ministra de Sanidad y Política Social y candidatura al PSM-PSOE
Tras la remodelación del Gobierno de España el 7 de abril de 2009, Trinidad Jiménez fue nombrada ministra de Sanidad y Política Social sustituyendo a Bernat Soria. Como ministra en esa cartera, Jiménez recibió amplia cobertura mediática por la coordinación de la campaña de vacunación de la gripe A y la elaboración de una ley antitabaco muy estricta. El 14 de abril de 2010, se aprobó un recorte sanitario de 1.500 millones.
El 9 de agosto de 2010, presentó su candidatura para encabezar la lista del Partido Socialista de Madrid en las elecciones autonómicas de 2011 de la Comunidad de Madrid. Compitió en las primarias contra Tomás Gómez, que hasta entonces había sido secretario general de los socialistas madrileños desde el año 2007. A pesar de contar con el claro apoyo de la Ejecutiva Federal (incluyendo el propio presidente del Gobierno), Jiménez perdió las elecciones por un estrecho margen, ya que contó con el 48,2% de los votos, frente al 51,8% de Tomás Gómez. La prensa española relacionó la derrota de Trinidad Jiménez frente a Tomás Gómez con el futuro de Rodríguez Zapatero.

### Ministra de Asuntos Exteriores y Cooperación
Gracias a la remodelación del gobierno que llevó a cabo José Luis Rodríguez Zapatero en octubre de 2010, Trinidad Jiménez fue aupada al Ministerio de Asuntos Exteriores y Cooperación sustituyendo en el cargo a Miguel Ángel Moratinos Cuyaubé; Jiménez tenía ya cierta experiencia en el campo, al haber sido secretaria de Estado para Iberoamérica y secretaria de Relaciones Internacionales del PSOE. Sin embargo, no pertenece al Cuerpo diplomático, a diferencia de su predecesor, ya que suspendió las oposiciones de ingreso para la carrera diplomática en las dos ocasiones en las que se presentó.
En su debut como ministra de Exteriores, Trinidad Jiménez logró que el 25 de octubre de 2010 la Unión Europea diera su primer paso simbólico hacia Cuba como compensación por la liberación de una cuarentena de presos políticos. A petición de España, los 27 Estados miembros de la UE decidieron encargar a Lady Catherine Ashton, jefa de Política Exterior de la UE, que negociara con el gobierno cubano dirigido por Raúl Castro la posibilidad de un acuerdo de cooperación comercial y política como los que existen con otros países latinoamericanos.

### Actividad tras su retirada de la política
Es presidenta de la Cámara de Comercio Brasil-España para el periodo 2021-2024.

## Distinciones y condecoraciones
- Gran Cruz de la Orden del Libertador San Martín (República Argentina, 10/11/2009).[13]
- Gran Cruz de la Orden de Carlos III (30 de diciembre de 2011).[14]